# Enregistrement continu
Un enregistrement continu, ou enregistrement en boucle, dans le domaine de la diffusion télévisée, est un processus qui consiste à enregistrer des sources audio et vidéo de manière continue sur un serveur vidéo. On parle de loop recording en anglais.
Le processus est infini : lorsqu'on arrive à la fin du disque dur, l'enregistrement reprend au début, effaçant ainsi les données préalablement enregistrées et les remplaçant par les nouvelles données. Il est, bien sûr, généralement possible de protéger certaines parties de l'effacement, on ne remplace alors que les parties non protégées. 
Ce procédé est utilisé lors des enregistrements en direct d'évènements et permettre un retour en arrière de plusieurs heures. Ceci garantit de ne perdre aucun moment clé dans certains évènements tels que des rencontres sportives. Les serveurs vidéo permettant maintenant l'enregistrement simultané et synchronisé de plusieurs sources (caméras), on peut revenir immédiatement sur un moment précis et revoir instantanément n'importe quelle angle de caméra.

## Anecdotes
C'est ce qui s'est passé avec le fameux coup de tête de Zidane lors de la rencontre France - Italie lors de la coupe du monde de football en 2006, les opérateurs sont retournés en arrière sur leurs serveurs vidéo et ont visionné chaque angle de caméra pour finalement trouver le seul qui reprenait l'image. Ceci aurait été impossible sans l'enregistrement continu.

## Serveurs vidéo
Le procédé est utilisé dans le XT[2], serveur de la firme EVS (serveurs utilisés lors des grands évènements sportifs comme, par exemple, la coupe du monde de football en 2006). 